# Kim Do-heon
Kim Do-heon (kor. 김두현) (ur. 14 lipca 1982 w Dongducheon), były koreański piłkarz występujący na pozycji pomocnika, reprezentant Korei i zawodnik angielskiego klubu West Bromwich Albion, do którego od początku 2008 roku był wypożyczony z zespołu K-League Seongnam Ilhwa Chunma. Wcześniej grał w Suwon Samsung Bluewings. Latem 2008 przeszedł do WBA na stałe za 550 tysięcy funtów.